# Cobania validissima
Cobania validissima is een hooiwagen uit de familie Gonyleptidae.